# Téléphérique de Lyon
Le téléphérique de Lyon était un projet de transport urbain aérien par câble lyonnais,, visant à relier l'ouest de la métropole (Francheville, Sainte-Foy-lès-Lyon, La Mulatière) à Lyon. Prévu pour faire partie intégrante du réseau TCL en 2025, il a finalement été abandonné,.

## Histoire
Dans les projets du mandat de 2021-2026, le SYTRAL avait annoncé la création et la réalisation d'une ligne de transport par câble entre le 7e arrondissement et Francheville. Le projet a suscité de nombreuses oppositions au sein des élus de la douzième circonscription du Rhône, notamment auprès des maires de Sainte-Foy-lès-Lyon, Francheville, La Mulatière, Tassin-la-Demi-Lune et Pierre-Bénite qui souhaitent en substitution la création d'une nouvelle ligne de métro (la ligne E), finalement transformée en projet de "tramway express", avec une section semi-enterrée, entre Ménival et les quais de Saône. À la suite de la concertation ayant eu lieu à la fin de l'année 2021, le projet de téléphérique a finalement été abandonné en mai 2022.